# Debbie Ann Smith
Debbie Ann Smith – australijska judoczka.
Srebrna medalistka mistrzostw Oceanii w 1977 i 1979. Mistrzyni Australii w 1979 roku.